# 乔·巴里·卡罗尔
乔·巴里·卡罗尔（英語：Joe Barry Carroll，1958年7月24日—），美国NBA联盟前职业篮球运动员。他在1980年的NBA选秀中第1轮第1顺位被金州勇士选中。